# Pon de Replay
"Pon de Replay"  je pjesma barbadoške pjevačice Rihanne. Pjesmu su napisali i producirali Vada Nobles, Carl Sturken, i Evan Rogers za njen debitantski album Music of the Sun iz 2005. godine. Njen debitantski singl, ta pjesma je završila na 2. mjestu top ljestvice Billboard Hot 100 u SAD-u, 1. mjestu u Novom Zelandu, drugo mjesto u Ujedinjenom Kraljevstvu, 6. mjesto u Australiji i 7. u Kanadi.

## O pjesmi

### Pozadina
Nakon što je Rihanna upoznala glazbenog producenta Evana Rogersa, počela je snimati demosnimke uz pomoć Rogersa i njegovog partnera Carla Sturkena. Demo se snimao godinu dana, sastojao se od 4 pjesme, uključujući Rihannin prvi hit "Pon De Replay." Poslije završetka snimanja njenog demo-a, Rihanna se preselila u New York s Rogersom u siječnju 2005. da pošalju njen demo u razne diskografske kuće i ljudima koji imaju veze s glazbenom industrijom. U veljači 2005. godine, tadašnji predsjednik diskografske kuće Def Jam Recordings, čuo je demo i pozvao Rihannu na audiciju i prošla ju je odmah.

### Pisanje i objavljivanje
"Pon de Replay" su napisali i producirali Carl Sturken i Evan Rogers dok su radili na Rihanninim demosnimkama. Pjesma je samo dodana na album i objavljena kao debitantski singl albuma. Singl je službeno izdan 9. kolovoza 2005. godine u Australiji i 22. kolovoza 2005. u Ujedinjenom Kraljevstvu.

### Glazba i tekst pjesme
Uglavnom, "Pon de Replay" je brza dance-pop pjesma. Sadrži elemente reggaea, i R&B-a. Tekst pjesme govori o radosti plesa, govori DJu da ponovi pjesmu i pojača glasnoću. U pjesmi se pojavljuju riječi "Hey Mr. DJ," koje su najviše korištene u pjesmama koje govore o plesu poput pjesme "Play" od Jennifer Lopez i pjesme "Music" od Madonne. Rihanna je objasnila naslov pjesme riječima: 

### Uspjeh na top ljestvicama
U SAD-u, "Pon de Replay" je na top ljestvici Billboard Hot 100 debitirao na 97. mjestu. 16. srpnja 2005. godine popeo se na 10. mjesto. 30. lipnja 2005. godine popeo se na 2. mjesto na toj ljestvici, te na ljestvici Pop 100. Pjesma je provela 3 tjedna na 2. mjestu , i 12 tjedana između prvih 10 mjesta. Pjesma je završila na 1. mjestu na top ljestvici Hot Digital Songs. Također, bila je veliki dance hit, te je provela dva tjedna na vrhu top ljestvica Hot Dance Club Play i Hot Dance Airplay. Također je postigla lijep uspjeh na top ljestvici Billboard  Hot R&B/Hip-Hop Songs, postižući 24. mjesto. Pjesma je postigla velik uspjeh na top ljestvicama zbog digitalnih preuzimanja i airplaya s pop radio stanica. Također, dospjela je na 6. mjesto top ljestvice Hot Rap Tracks. Na ljestvici u SAD-u, ARC Top 40 pjesma je bila hit broj 1. Poslije 27. tjedana na top ljestvici, "Pon de Replay" je dobio platinastu certifikaciju u SAD. 
I u ostalim državama svijeta pjesma je postigla značajan uspjeh. 
U Novom Zelandu debitirala je na 37. mjestu, a za 8 tjedana se popela na 1. mjesto, na kojem je provela samo 1 tjedan. Između prvih 10 mjesta bila je ukupno 8 tjedana.
U Europi i Ujedinjenom Kraljevstvu je završila na 2. mjestu, u Švicarskoj, Norveškoj i Kanadi na 3., a u Danskoj na 4. mjestu.
5. mjesto postigla je na top ljestvicama u Švedskoj, Flandriji (Belgija) i Austriji, a 6. u Australiji, Italiji i Njemačkoj.

### Izvedbe drugih izvođača
Pop djevojački glazbeni sastav Girl Authority svoju inačicu pjesme objavile su na svom istoimenom debitantskom albumu. "Weird Al" Yankovic otpjevali su jedan dio pjesme u svom polka medleyu "Polkarama!" s albuma Straight Outta Lynwood.

## Popis pjesama
| CD singl (Europska verzija) 1. "Pon de Replay" (Radio edit) — 3:34 2. "Pon de Replay" (Remix s Elephant Manom) — 3:37 CD maxi-singl (Europska verzija) 1. "Pon de Replay" — 3:36 2. "Pon de Replay" (Cotto's Replay Dub) — 6:48 3. "Pon de Replay" (Instrumentalno) — 4:05 Extras: "Pon de Replay" (Videospot) — 3:37 | Njemački CD Singl 1. "Pon de Replay" (Albumska verzija) 2. "Pon de Replay" (Cotto's Replay Dub) 3. "Pon de Replay" 4. "Pon de Replay" iTunes EP 1. "Pon de Replay" (Pon De Club Play verzija) — 7:32 2. "Pon de Replay" (Cotto's Replay Dub verzija) — 6:47 |

## Videospot
Redatelj od spota za pjesmu "Pon de Replay" bio je Little X. Spot je snimljen u klubu.Spot započinje sa scenom Rihanne i njene dvije prijateljice kako ulaze u klub gdje je svatkome dosadno i nitko ne pleše zvog spore glazbe. Ona stane na platformu, odjevena u srebrni top i vrećaste traperice, i počinje pjevati i plesati, natjeravajući DJ-a da pojaća glazbu i natjeravajući svakoga da počne plesati.Scene lkudi kako plešu pomiješane su sa scenama Rihanne kako pjeva na zidu odjevena u kratku svijetloplavu haljinu. U spot su dodane scene Rihanne kako pleše trbušni ples i gostujuće pojavljivanje Kardinalla Ofishalla. Spot završava scenom ljudi u klubu kako plešu u krugu. 
Spot je bio popularan i mnogo puta je prikazivan na MTV-ju i BET-i. Završio je na 2. mjestu MTV-jeve top ljestvice Total Request Live i proveo je 37 dana tom mjestu, i završio je na 4. mjestu BET-ove top ljestvice 106 & Park i ostao na tom mjestu preko 20 dana.

## Top ljestvice
| Top ljestvice (2005.)                 | Najviša pozicija |
| ------------------------------------- | ---------------- |
| Australija                            | 6                |
| Austrija                              | 5                |
| Belgija (Flandrija)                   | 5                |
| Belgija (Valonija)                    | 14               |
| Danska                                | 4                |
| Europa                                | 2                |
| Finska                                | 8                |
| Francuska                             | 18               |
| Irska                                 | 2                |
| Nizozemska                            | 15               |
| Njemačka                              | 6                |
| Novi Zeland                           | 1                |
| Norveška                              | 3                |
| Španjolska                            | 18               |
| Švedska                               | 5                |
| Švicarska                             | 3                |
| Ujedinjeno Kraljevstvo                | 2                |
| SAD (Billboard Hot 100)               | 2                |
| SAD (Billboard Pop Songs)             | 6                |
| SAD (Billboard Hot Rap Tracks)        | 11               |
| SAD (Billboard Hot R&B/Hip-Hop Songs) | 33               |

## Povijest objavljivanja
| Regija                 | Datum              |
| ---------------------- | ------------------ |
| Ujedinjeno Kraljevstvo | 22. kolovoza 2005. |
| Kanada                 | 23. kolovoza 2005. |
| Japan                  | 23. kolovoza 2005. |
| SAD                    | 23. kolovoza 2005. |